# لحاف مسخن

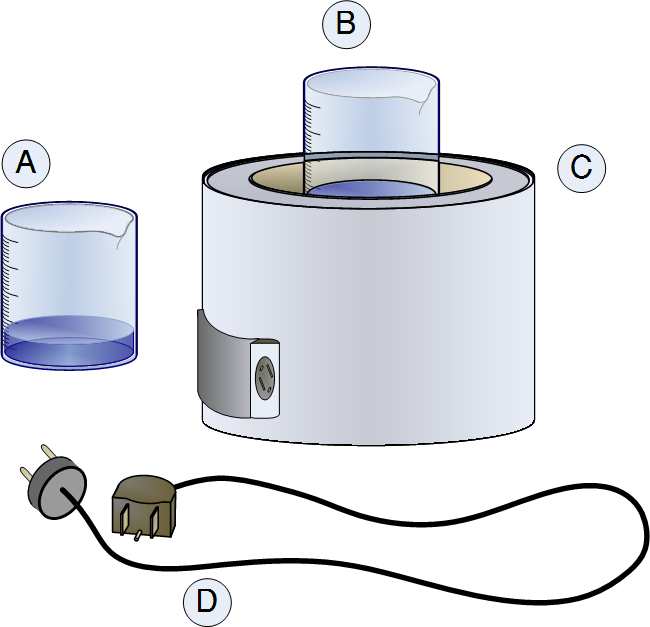
لِحاف مُسخِّن

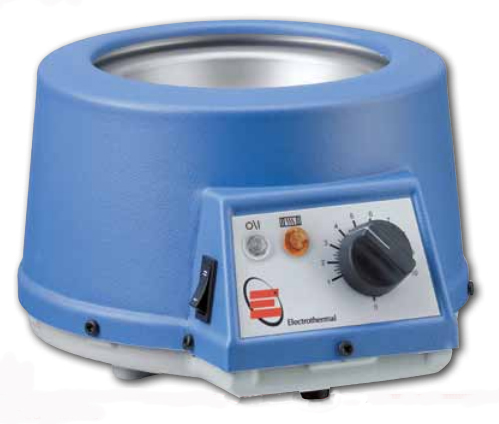
لِحاف مُسخِّن

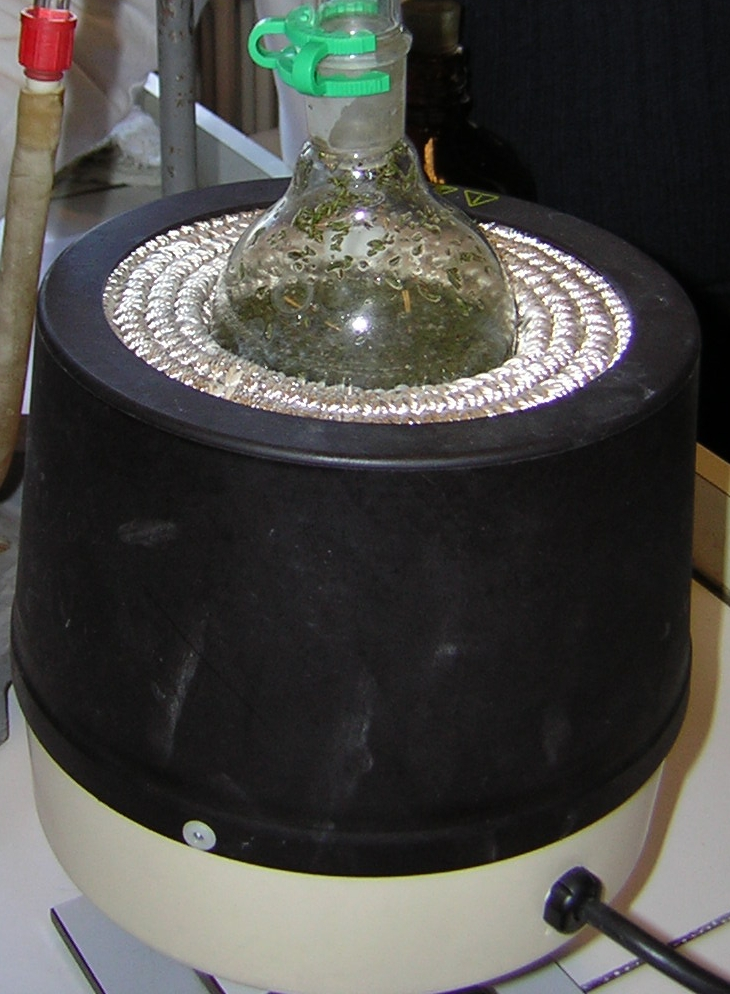
لِحاف مُسخِّن

لِحاف مُسخِّن أو لحاف التسخين أو غطاء التسخين هو غطاء من القماش يستخدم لتسخين الحاويات والأوعية المختبرية، وكبديل لحوض التسخين. وهو على عكس أجهزة التسخين الأخرى، مثل صفائح التسخين أو مواقد بنزن، يمكن وضع حاويات الأواني الزجاجية في اتصال مباشر مع الغطاء دون زيادة كبيرة في خطر تحطم الأواني، لأن عنصر التسخين في غطاء التسخين يكون معزولًا عن الحاوية، وقد يتضمن غطاء التسخين أسلاك كهربائية داخل شريط من القماش يمكن لفه حول دورق، وهذا النوع مفيد جدًا في الحفاظ على درجة الحرارة المطلوبة داخل قمع الفصل.